# Сімейка Брейді 2
«Сімейка Брейді 2» (англ. A Very Brady Sequel) — комедійний сиквел фільму «Сімейка Брейді» з Шеллі Лонг, Гері Коулом і Тімом Метісоном у головних ролях.

## Сюжет
Майк готує сюрприз для дружини Керол на річницю весілля, але з'являється Рой. Він представляється колишнім чоловіком Керол. Родина Брейді пропонує пожити в них. Це все вносить корективи в плани Майка. Діти ідеалізують Роя, звертаються до нього за порадами.
Приїзд Роя свідчить, що технічно Керол і Майк — неодружені. Це допомагає зрозуміти Марші та Грегу, що вони закохані один в одного. Боббі з Сінді започатковують детективне агентство та розшукують зниклу ляльку. Їм вдається розкрити справжні наміри Роя. Чоловік викрадає Керол, її відвозять на Гаваї. Брейді вирушають за нею. З'ясовується, що Рой був причетний до аварії на човні, після якої зник перший чоловік Керол. Майк прибуває вчасно, рятує дружину, а Мартіна заарештовують.
На святі Майк і Керол обмінюються клятвами. Раптово з'являється невідома жінка, яка представляється дружиною Майка.

## У ролях
| Актор                   | Роль                      |
| ----------------------- | ------------------------- |
| Гері Коул               | Майк Брейді               |
| Шеллі Лонг              | Керол Брейді              |
| Генріетт Мантель        | Еліс Нельсон              |
| Крістофер Даніель Барнс | Грег Брейді               |
| Крістін Тейлор          | Марша Брейді              |
| Пол Сутера              | Пітер Брейді              |
| Дженніфер Еліс Кокс     | Джен Брейді               |
| Джесс Лі                | Боббі Брейді              |
| Олівія Гек              | Сінді Брейді              |
| Тім Метісон             | Рой Мартін / Тревор Томас |
| Браян Ван Голт          | Воррен Мулані             |
| Джон Гіллерман          | лікар Вайтгед             |

## Створення фільму

### Виробництво
Знімання фільму проходили в Каліфорнії, США.

### Знімальна група
- Кінорежисер — Арлін Стенфорд
- Сценаристи — Геррі Елфонт, Дебора Каплан, Джеймс Берг, Стен Циммермен
- Кінопродюсери — Алан Ледд-мол., Ллойд Дж. Шварц, Шервуд Шварц
- Композитор — Гай Мун
- Кінооператор — Мак Алберг
- Кіномонтаж — Аніта Брендт-Бергойн
- Художник-постановник — Синтія Кей Шаретт
- Артдиректор — Трой Сізмор
- Художник-декоратор — Боб Кенсінгер
- Художник з костюмів — Розанна Нортон
- Підбір акторів — Дебора Аквіла[2]

## Сприйняття

### Критика
Фільм отримав змішані відгуки. На сайті Rotten Tomatoes оцінка стрічки становить 52 % на основі 33 відгуки від критиків (середня оцінка 5,6/10) і 34 % від глядачів із середньою оцінкою 2,3/5 (62 612 голоси). Фільму зарахований «гнилий помідор» від кінокритиків та «розсипаний попкорн» від глядачів, Internet Movie Database — 5,6/10 (9 003 голоси), Metacritic — 56/100 (21 відгук критиків).

### Номінації та нагороди
| Нагороди та номінації фільму «Сімейка Брейді 2» | Нагороди та номінації фільму «Сімейка Брейді 2» | Нагороди та номінації фільму «Сімейка Брейді 2» | Нагороди та номінації фільму «Сімейка Брейді 2» | Нагороди та номінації фільму «Сімейка Брейді 2» | Нагороди та номінації фільму «Сімейка Брейді 2» |
| Рік                                             | Кінофестиваль/кінопремія                        | Категорія/нагорода                              | Номінант                                        | Результат                                       |                                                 |
| ----------------------------------------------- | ----------------------------------------------- | ----------------------------------------------- | ----------------------------------------------- | ----------------------------------------------- | ----------------------------------------------- |
| 1997                                            | MTV Movie + TV Awards                           | Найкращий поцілунок                             | Крістофер Даніель Барнс, Крістін Тейлор         | Номінація                                       |                                                 |